# Beverley's
Beverley's je bila jamajčka diskografska kuća. Postojala je od 1961. do 1971. Vlasnik joj je bio jamajčki Kinez, glazbeni producent Leslie Kong. 
Beverley's je bio bitan u razvitku glazbe od ska i rocksteadyja u reggae. Etiketa je lansirala karijere Jimmyja Cliffa i Boba Marleya kad je izdala njihove prve albume, Cliffovu prvu snimku Dearest Beverley 1961. i Marleyeve prve singlice Judge Not i One Cup of Coffee 1962. godine.

## Povijest
Slastičarnu i prodavaonicu gramofonskih ploča The Beverley's na adresi 135 Orange Street u Kingstonu je vodila obitelj jamajčanskih Kineza Kong. Jedan od njih, Leslie Kong, pokrenuo je diskografsku kuću Beverley's. Kong ju je pokrenuo nakon što je 1961. Jimmy Cliff izveo malu audiciju pjesme Dearest Beverley ispred Kongove prodavaonice. Prvo izdanje Kongove etikete je bila singlica Cliffova Hurricane Hattie koja je imala skladbu Dearest Beverley na strani B. Prije ovog, Beverley's je bio restoran i prodavaonica ploča u vlasništvu Leslieja Konga i njegove braće Fatsa i Cecila i nikad nije producirala ploče. Kong nije imao iskustva u produciranju ploča, ali je imao financijskih sredstava kojima je mogao uposliti kremu jamajčanskih glazbenih talenata. Zajednički rad s Cliffom se nastavio, uključujući i singl Miss Jamaica i Cliffov debitantski album kojeg je nazvao po sebi.
Tijekom 1960-ih je Beverley's snimio uradke brojnih jamajčkanskih glazbenika, među njima i Desmond Dekker (brojni njegovi najveći hitovi kao Israelites i 007), The Maytals (Monkey Man), Derrick Morgan (Forward March) i The Pioneers  (Long Shot Kick De Bucket) i lansirao karijeru Boba Marleya s njegova prva dva singla. Marley se vratio Beverley'su s The Wailersima radi snimanja nekoliko singlova kao Soul Shakedown Party. Drugi Wailer Peter Tosh je također pod ovom etiketom snimao svoje materijale za njegovu samostalnu karijeru .
Kong je 1963. počeo licencirati snimke za Black Swan, podetiketu diskografske etikete njegovog prijatelja Chrisa Blackwella, Island Records. Kasnije, do kraja 1960-ih je licencirao snimke za etiketu Graemea Goodalla Pyramid i za Trojan Records.
Smrću Leslieja Konga, ova je diskografska kuća prestala postojati 1971. godine.